# هورس (کانزاس)
هورس (به انگلیسی: Horace) یک شهر در ایالات متحده آمریکا است که در شهرستان گریلی، کانزاس واقع شده‌است. هورس ۰٫۶۵ کیلومتر مربع مساحت و ۷۰ نفر جمعیت دارد و ۱٬۱۱۰ متر بالاتر از سطح دریا قرار دارد.